# Cerophytum elateroides
Cerophytum elateroides is een keversoort uit de familie spinthoutkevers (Cerophytidae). De wetenschappelijke naam van de soort werd in 1804 gepubliceerd door Latreille.